# Matter Rezső
Matter Rezső, Rudolf Matter (Csaca, 1857. április 17. – Csaca, 1930. szeptember 16.) uradalmi főerdész, Matter János testvérbátyja.

## Életútja
Apja pékmesterségre akarta őt nevelni, azért csak elemi iskolába járt. Az erdészethez azonban nagyobb hajlandósága lévén, a hiányos iskolázást később magánúton pótolta. 1874-től 1879-ig erdészsegéd volt Ócsad, végül csak 1892-ben szegődött az erdészethez és előbb erdész, majd 1897-ben főerdész lett a Popper báró uradalmában. Később a Hahn-féle uradalomban működött Csacán, 1918-ban a község bírája volt. Turistaútvonalat neveztek el róla (Cesta Rudolfa Mattera).
Erdészeti és vadászati cikkei 1895-től az Illustr. Oester. Jagdblattban, más német szaklapokban és 1897-től a Vadászlapban (Hivatalos vadászat vaddisznóra, A madárvilág kalendáriuma, Hogy tartja a ragadozó madár lábait repülés közben, Vadjaink takarmányozásáról sat.) jelentek meg.

## Munkái
- Über das Fuchsvergiften, Wien, 1896.
- Slovo ku volič volebného okresu čačanského ... 1897. (Szózat a csacai kerület választóihoz).
- Csacza mezőváros és környéke története. Zsolna, 1907.